# پسران مادران
پسران مادران (انگلیسی: Mother's Boys) فیلمی در ژانر درام به کارگردانی ایو سیمونو است که در سال ۱۹۹۴ منتشر شد. از بازیگران آن می‌توان به جیمی لی کرتیس، پیتر گلگر، جوآن ولی و جوئی زیمرمان اشاره کرد.

## خلاصه فیلم
«جودی»، همسرش «رابرت» و سه فرزندش را بدون هیچ توضیحی ترک می‌کند. سه سال بعد او به یکباره نزد خانواده‌اش بازمی‌گردد. اما «رابرت» و معشوقه جدیدش او را به چشم یک دیوانه نگاه کرده و تلاش می‌کنند از فرزندانش مراقبت کنند…